# Baron (Java oriental)
Pour les articles homonymes, voir Baron.

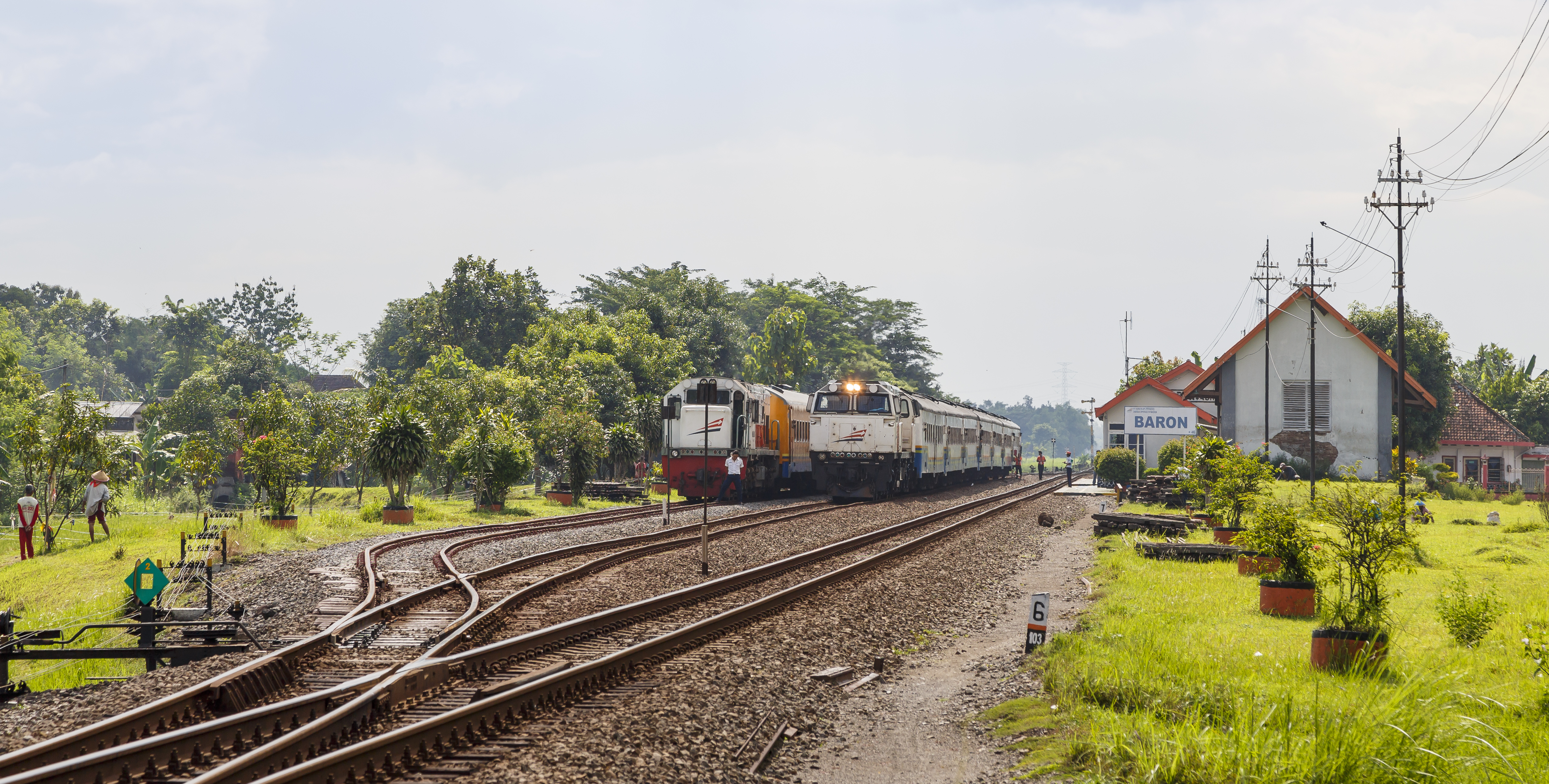
La gare de Baron

Baron  est un kecamatan du kabupaten de Nganjuk dans la province indonésienne de Java oriental.